# Eschweilera bracteosa
Eschweilera bracteosa là một loài thực vật có hoa trong họ Lecythidaceae. Loài này được (Poepp. ex O.Berg) Miers mô tả khoa học đầu tiên năm 1874.